# Münchreith an der Thaya
Münchreith an der Thaya ist eine Ortschaft und eine Katastralgemeinde der Marktgemeinde Karlstein an der Thaya im Bezirk Waidhofen an der Thaya in Niederösterreich mit 95 Einwohnern (Stand 1. Jänner 2024).

## Geografie
Das Dorf liegt rechts über der Thaya und ist über die Landesstraße L30 erreichbar, aus der die L8155 in den Ort abzweigt; die weiter führende L8154 quert bei der Gerhartsmühle die Thaya. Zur Ortschaft zählt auch die Ortslage Pfeifferhäusl im Südwesten. Am 1. April 2020 umfasste die Ortschaft 58 Adressen.

## Geschichte
Laut Adressbuch von Österreich waren im Jahr 1938 in der Ortsgemeinde Münchreith ein Branntweinhändler, ein Gastwirt mit Fleischerei, zwei Gemischtwarenhändler, ein Glaser, ein Schmied, eine Sparkasse, ein Trafikant, zwei Tischler, ein Uhrmacher und mehrere Landwirte ansässig. Weiters gab es ein Elektrizitätswerk und eine Ziegelei. Im Rahmen der Niederösterreichischen Kommunalstrukturverbesserung trat die damalige Ortsgemeinde Münchreith an der Thaya per 1. Jänner 1970 der Marktgemeinde Karlstein an der Thaya bei.

## Siedlungsentwicklung
Zum Jahreswechsel 1979/1980 befanden sich in der Katastralgemeinde Münchreith an der Thaya insgesamt 74 Bauflächen mit 31.514 m² und 84 Gärten auf 37.101 m², 1989/1990 gab es 76 Bauflächen. 1999/2000 war die Zahl der Bauflächen auf 228 angewachsen und 2009/2010 bestanden 107 Gebäude auf 229 Bauflächen.

## Bodennutzung
Die Katastralgemeinde ist landwirtschaftlich geprägt. 287 Hektar wurden zum Jahreswechsel 1979/1980 landwirtschaftlich genutzt und 106 Hektar waren forstwirtschaftlich geführte Waldflächen. 1999/2000 wurde auf 284 Hektar Landwirtschaft betrieben und 107 Hektar waren als forstwirtschaftlich genutzte Flächen ausgewiesen. Ende 2018 waren 274 Hektar als landwirtschaftliche Flächen genutzt und Forstwirtschaft wurde auf 106 Hektar betrieben. Die durchschnittliche Bodenklimazahl von Münchreith an der Thaya beträgt 31,4 (Stand 2010).

## Persönlichkeiten
- Ernst Wirth-Purtscheller (* 1887 in Münchreith; † 1938 in Wien), Politiker, Abgeordneter zum Landtag von Niederösterreich